# Miss France 1960
 (novembre 2021).
Si vous disposez d'ouvrages ou d'articles de référence ou si vous connaissez des sites web de qualité traitant du thème abordé ici, merci de compléter l'article en donnant les références utiles à sa vérifiabilité et en les liant à la section « Notes et références ».
Miss France 1960, 30e élection de Miss France, s'est déroulée le 31 décembre 1959 à Aix-les-Bains. Elle a été remportée par Brigitte Barazer de Lannurien.

## Classement Final
| Résultat         | Candidate                     | Région               |
| ---------------- | ----------------------------- | -------------------- |
| Miss France 1960 | Brigitte Barazer de Lannurien | Miss Côte d'Émeraude |
| 1re dauphine     | Muriel Miserolles             | Miss Le Touquet      |
| 2e dauphine      | Carinne Chaucin               | Miss Charme          |
| 3e dauphine      | Jojie Dabro                   | Miss Île-de-France   |
| 4e dauphine      | Jeanine Braus                 | Miss Biarritz        |